# Sonate K. 232
La sonate K. 232 (F.180/L.62) en mi mineur est une œuvre pour clavier du compositeur italien Domenico Scarlatti.

## Présentation
La sonate K. 232, en mi mineur, notée Andante, forme une paire avec la sonate suivante, dont la formule rythmique semblable :
apparaît dans les secondes sections, ce que renforcent leurs traits en commun, notamment une certaine mélancolie diffuse.

## Manuscrits
Le manuscrit principal est le numéro 27 du volume III (Ms. 9774) de Venise (1753), copié pour Maria Barbara ; l'autre est Parme V 17 (Ms. A. G. 31410). Une copie figure à Saragosse, source 2, ms. B-2 Ms. 31, fos 77v-79r, no 39 (1751–1752)

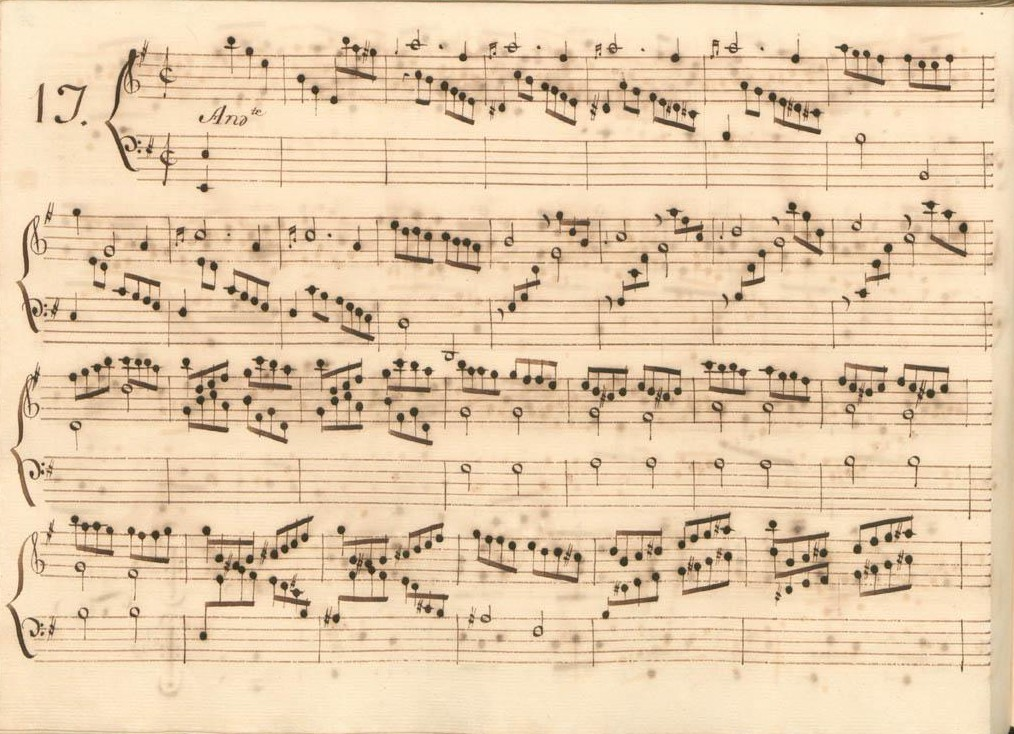
Parme V 17.
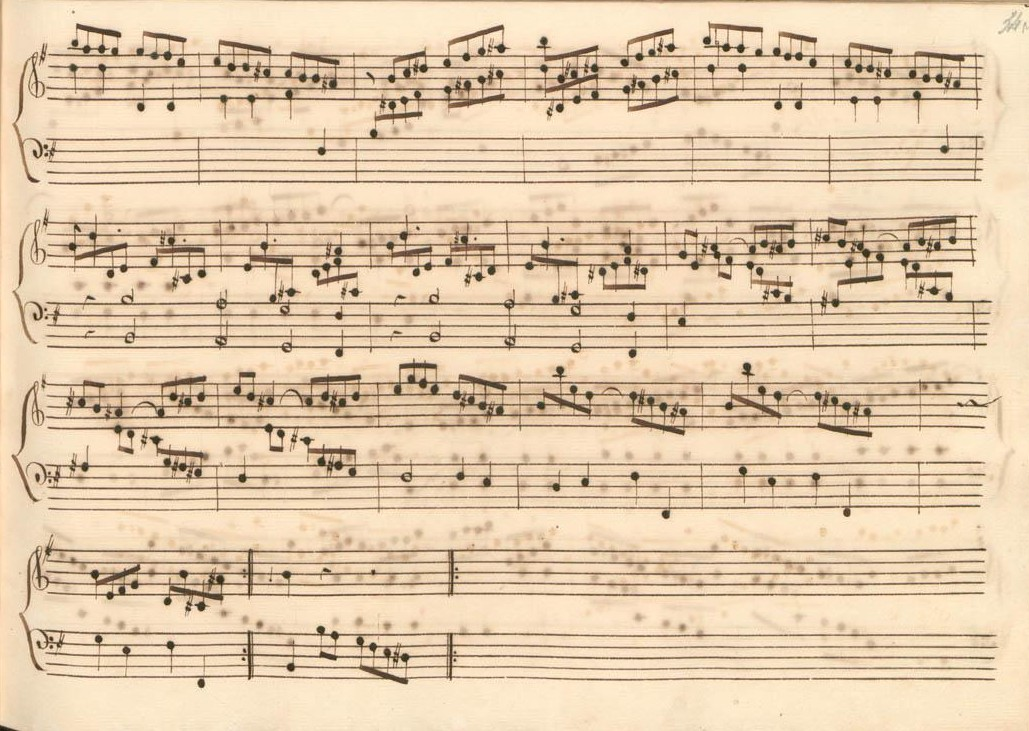
Parme V 17 (fin de la première section).
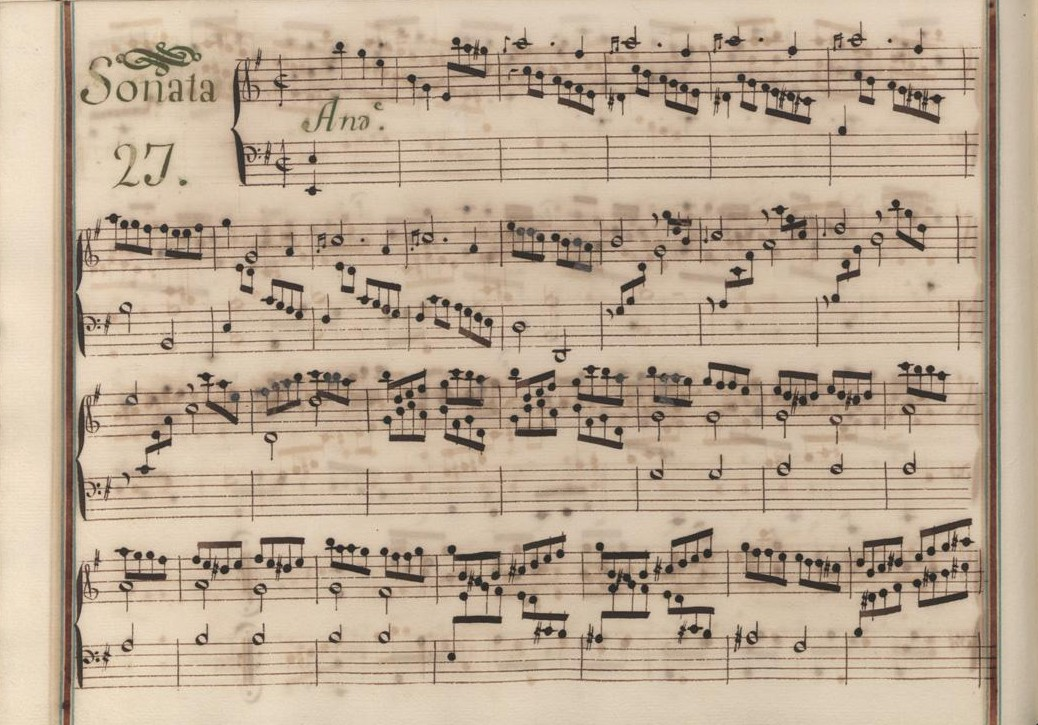
Venise III 27.
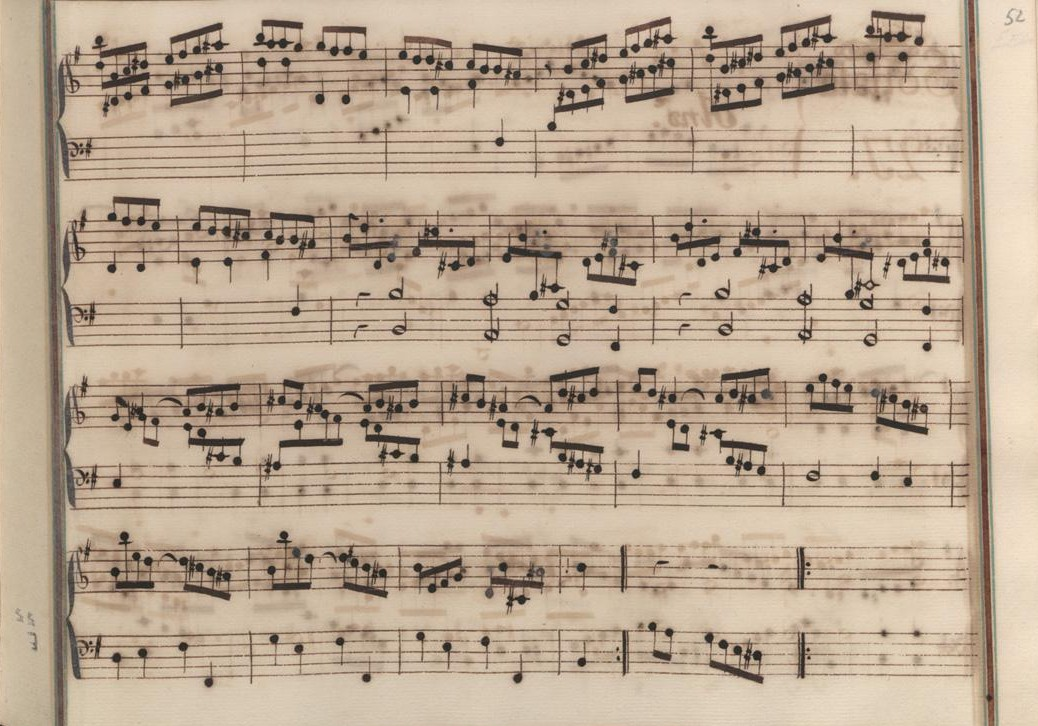
Venise III 27 (fin de la première section).
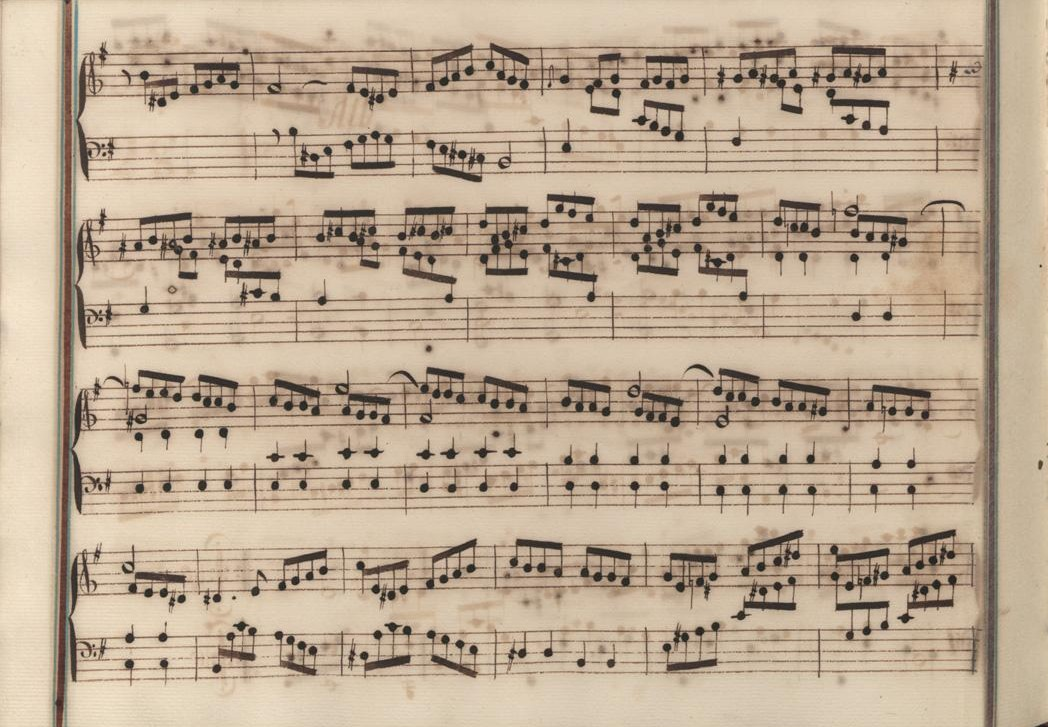
Venise III 27 (début de la seconde section).
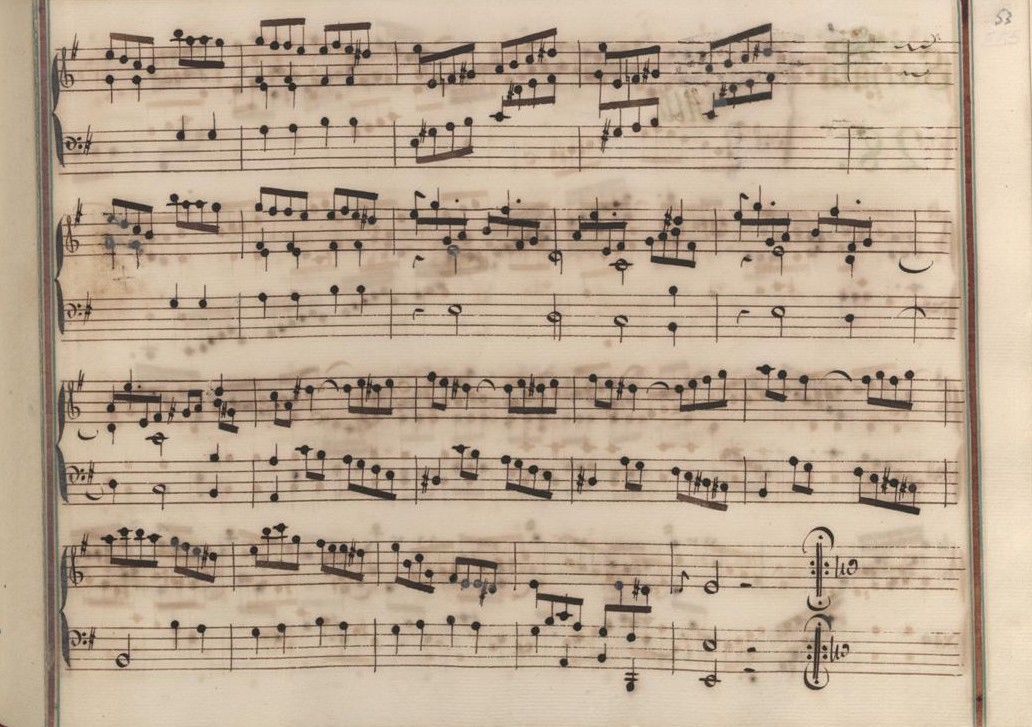
Venise III 27 (fin de la sonate).

## Interprètes
La sonate K. 232 est défendue au piano, notamment par Chu-Fang Huang (2008, Naxos, vol. 13), Carlo Grante (2009, Music & Arts, vol. 2), Véronique Bonnecaze (2015, Polymnie) et Andrea Molteni (2021, Piano Classics) ; au clavecin par Scott Ross (1985, Erato), Richard Lester (2001, Nimbus, vol. 2), Ottavio Dantone (2006, Stradivarius, vol. 8) et Pieter-Jan Belder (Brilliant Classics, vol. 6).

## Sources
: document utilisé comme source pour la rédaction de cet article.
- Ralph Kirkpatrick (trad. de l'anglais par Dennis Collins), Domenico Scarlatti, Paris, Lattès, coll. « Musique et Musiciens », 1982 (1re éd. 1953 (en)), 493 p. (ISBN 978-2-7096-0118-4, OCLC 954954205, BNF 34689181).
- Alain de Chambure, « Domenico Scarlatti, Intégrale des sonates — Scott Ross », Erato/Éditions Costallat (2564-62092-2 (livret : 2292-45309-2)), 1985 (OCLC 891183737) .
- (en) Carlo Grante, « Domenico Scarlatti, intégrale des sonates pour clavier (vol. 2) », Music & Arts (CD-1291), 2009 (OCLC 840087257) .
- (es) Celestino Yáñez Navarro (thèse), Nuevas aportaciones para el estudio de las sonatas de Domenico Scarlatti. Los manuscritos del Archivo de Música de las Catedrales de Zaragoza, Universitat Autònoma de Barcelona, 2016 (lire en ligne)